# 国际非专有药名
国际非专有药名（INN），又称国际非专属药名、国际非专利药名，是研发药物机构向世界卫生组织申请后获得核准的药品正式名称，属官方的非专利性名称，且为全球通用的唯一性名称；INN 属于一种通用名。
INN 是新药开发者在新药申请时向政府主管部门提出的正式名称，不能取得专利及行政保护。是任何该产品的生产者都可以使用的名称，也是文献、教材及资料中以及在药品说明书中标明的有效成分的名称。在复方制剂中只能作为复方组分的使用名称。
INN名称已被世界各国采用。中华人民共和国卫生部根据INN结合具体情况编写了中国药品通用名称（CADN）。

## 名称举例
- 国际非专利药品名称（INN）：paracetamol
- 中国药品通用名称（CADN）：对乙酰氨基酚
- 英国通用药品名称（BAN）：paracetamol
- 美国通用药品名称（USAN）：acetaminophen
- 其他名称：醋氨酚、N-acetyl-p-aminophenol、APAP、p-acetamidophenol、acetamol
- 商品名：扑热息痛、百服宁、泰诺林Tylenol®,、必理痛Panadol®、普拿疼、Panamax®、Calpol®、Doliprane®、Tachipirina®
- IUPAC化学名：N-(4-hydroxyphenyl)-acetamide